# Cruising with Ruben & the Jets
Cruising with Ruben & the Jets — четвертий музичний альбом гурту The Mothers of Invention, п'ятий альбом Френка Заппи, виданий під псевонімом «Ruben & the Jets». Виданий у жовтні 1968 року лейблом Bizarre. Загальна тривалість композицій становить 40:34. Альбом відносять до напрямку ду-воп.
Концепція альбому пов'язана з вигаданим чикано ду-воп гуртом Ruben & the Jets, представленим на обкладинці ілюстрацією Кела Шенкеля, на якій The Mothers of Invention зображені у вигляді антропоморфних собак. Він був задуманий як частина проекту під назвою No Commercial Potential, в рамках якого було створено три інші альбоми: Lumpy Gravy, We're Only in It for the Money та Uncle Meat.
Альбом та його сингли мали певний успіх на радіо завдяки своєму звучанню в стилі ду-воп. Згодом назву Ruben and the Jets продовжив інший склад, на чолі з музикантом Рубеном Геварою-молодшим, який записав альбоми For Real! (1973) та Con Safos (1974).

## Список композицій
Сторона A
1. Cheap Thrills [2:39]
2. Love of My Life (Collins/Zappa) [3:08]
3. How Could I Be Such a Fool [3:34]
4. Deseri (Paul Buff/Collins) [2:08]
5. I'm Not Satisfied [4:08]
6. Jelly Roll Gum Drop [2:24]
7. Anything (Collins)[3:05]

Сторона B
1. Later That Night [3:00]
2. You Didn't Try to Call Me [3:57]
3. Fountain of Love (Collins/Zappa) [3:22]
4. «No. No. No.» [2:15]
5. Anyway the Wind Blows [3:01]
6. Stuff Up the Cracks [4:36]

## Участники запису
Музиканти
- Френк Заппа — гітара, клавішні, шуми, вокал, бас-гітара, ударні
- Джиммі Карл Блек — гітара, перкусія, ударні, ритм-гітара
- Рей Коллінз — гітара, вокал
- Рой Естрада — акустична бас-гітара, бас-гітара, шуми, вокал
- Банк Гарднер — альт-саксофон, тенор-саксофон
- Дон Престон — бас-гітара, піаніно, клавишні
- Евклід Джеймс Шервуд — баритон-саксофон, тамбурін, гітара, вокал, духові
- Арт Тріпп — ударні, перкусія
- Єн Андервуд — гітара, піаніно, клавишні, альт-саксофон, тенор-саксофон, духові

Сопровождение
- Продюсер: Френк Заппа
- Звукорежисер: Дік Кунк
- Обкладинка та художнє оформлення: Кел Шенкель